# Pont-de-Salars
Pont-de-Salars település Franciaországban, Aveyron megyében. Lakosainak száma 1630 fő (2022. január 1.). Pont-de-Salars Canet-de-Salars, Flavin, Prades-Salars, Ségur, Trémouilles és Le Vibal községekkel határos.

## Népesség
A település népessége az elmúlt években az alábbi módon változott:
| Lakosok száma | 1229 | 1391 | 1422 | 1542 | 1646 | 1661 | 1652 | 1639 | 1632 | 1630 |
|               | 1968 | 1982 | 1990 | 2006 | 2013 | 2015 | 2017 | 2019 | 2020 | 2022 |